# Arhitektura stolnic in velikih cerkva
Arhitekturo stolnic, bazilik in velikih cerkva zaznamuje velik obseg zgradb in sledi eni izmed več razvejanih tradicij oblike, funkcije in sloga, ki vse izhajajo iz zgodnjekrščanske arhitekturne tradicije, ki je bila vzpostavljena v konstantinovem obdobju.
Stolnice, pa tudi mnoge opatijske cerkve in bazilike, imajo določene kompleksne strukturne oblike, ki jih redkeje najdemo v župnijskih cerkvah. Prav tako so nagnjene k višji stopnji sodobnega arhitekturnega sloga in so dela vrhunskih obrtnikov in imajo status tako cerkvenega kot socialnega, ki ga običajna župnijska cerkev nima. Takšna stolnica ali velika cerkev je na splošno ena najlepših stavb v svoji regiji in je središče lokalnega ponosa. Številne stolnice in bazilike ter številne opatijske cerkve sodijo med najbolj znana arhitekturna dela na svetu. Med njimi so bazilika sv. Petra, Stolnica Notre-Dame v Parizu, stolnica v Kölnu, stolnica v Salisburyju, praška stolnica, stolnica v Lincolnu, bazilika svetega Dionizija, bazilika Santa Maria Maggiore, bazilika San Vitale, bazilika svetega Marka, Westminstrska opatija, Stolnica Vasilija blaženega, Gaudíjeva nepopolna Sagrada Familia in starodavna cerkev Hagija Sofija, zdaj muzej.
Najstarejše velike cerkve so iz pozne antike. Kot krščanstvo in gradnja cerkva in stolnic po vsem svetu, je bil njihov način gradnje odvisen od lokalnih materialov in lokalnih tehnik. Razvili so se različni arhitekturni slogi in njihova modna širitev, ki so jo prinašali meniški rodovi, ki so jih pošiljali škofje iz ene regije v drugo in s potovanjem glavnih kamnosekov, ki so služili kot arhitekti . Slogi velikih cerkvenih zgradb so zaporedoma znani kot zgodnjekrščanski, bizantinski, romanski, gotski, renesančni, baročni, različni neo-slogi poznega 18. do začetka 20. stoletja in moderni . V vsakega od akademskih slogov so vključene regionalne značilnosti. Nekatere od teh značilnosti so tako značilne za določeno državo ali regijo, da se pojavljajo, ne glede na slog, v arhitekturi cerkva, ki so jih gradili več stoletij.

## Funkcija
Med največjimi in najbolj arhitekturno pomembnimi cerkvami na svetu so bile zgrajene mnoge stolnice ali opatijske cerkve. Med rimskokatoliškimi cerkvami so bile mnoge dvignjene v status bazilike. V nadaljevanju navedene kategorije niso izključne. Cerkev je lahko samostanska, služi kot stolnica in je tudi bazilika. Med velikimi protestantskimi cerkvami nekatere, kot je Ulmski Minster, niso nikoli služile kot nobena od teh. Druge, kot je Westminstrska opatija, so nekdanje opatije in stolnice. Niti pravoslavne niti protestantske cerkve niso označene kot bazilike v katoliškem smislu. Izraz stolnica v pravoslavju in protestantizmu se včasih ohlapno uporablja za veliko cerkev, ki ni glavna škofovska cerkev. Nekatere pomembne cerkve se imenujejo templji ali oratoriji.

### Stolnica
Med temi vrstami stavb je stolnica verjetno najbolj znana, kolikor je beseda »stolnica« v nekaterih jezikih včasih nepravilno uporabljena kot splošni izraz za vsako zelo veliko in impozantno cerkev. Pravzaprav ni nujno, da je stolnica velika ali impozantna, čeprav so take številne stolnice. Ime je dobila po besedi cathedra ali 'škofov prestol' (v latinščini ecclesia cathedralis). Stolnica ima posebno cerkveno vlogo in upravni namen kot sedež škofa.
Vloga škofa kot upravitelja lokalne duhovščine je nastala v 1. stoletju . Minilo je dvesto let preden je bila zgrajena prva stolnica v Rimu. Z legalizacijo krščanstva leta 313 s strani cesarja Konstantina I. so hitro zgradili cerkve. Pet zelo velikih cerkev je bilo ustanovljenih v Rimu in, čeprav so bile precej spremenjene ali obnovljene, še danes obstajajo, vključno s stolnico v Rimu, ki je bazilika sv. Janeza v Lateranu in tudi bolj znana bazilika sv. Petra v Vatikanu. 
Arhitekturna oblika, ki so jo sprejele stolnice, je bila v veliki meri odvisna od njihovega obrednega delovanja kot sedeža škofa. Stolnice so kraji, kjer se, tako kot druge krščanske cerkve, praznuje evharistija, bere Sveto pismo, izvaja bogoslužje, darujejo molitve in pridiga. Toda v stolnici na splošno velja, da se te stvari opravljajo z večjo količino obdelave, razkošja in procesije kot v manjših cerkvah. Ta obdelava je še posebej prisotna pri pomembnih liturgičnih obredih, ki jih izvaja škof, kot so potrditev in posvečenje. Stolnica je pogosto mesto obredov, povezanih z lokalno ali nacionalno vlado, škofje opravljajo naloge vseh vrst od uvajanja župana do kronanja monarha. Nekatere od teh nalog so očitne v obliki in opremljenosti posameznih stolnic.
Cerkev, ki ima funkcijo stolnice, ni vedno velika zgradba. Morda je tako majhna kot stolnica Kristusove cerkve v Oxfordu. Pogosto je bila stolnica, skupaj z nekaterimi opatijskimi cerkvami, največja stavba v regiji. 
Za to je bilo več razlogov:
- Stolnica je bila ustvarjena za Božjo slavo. Zdelo se je, da je primerno, da je tako veličastna in lepa, kot bi lahko bila glede na bogastvo in spretnost.
- Stolnica je bila kot sedež škofa lokacija za nekatere liturgične obrede, kot je posvetitev duhovnikov, ki je združila veliko število duhovnikov in ljudi.
- Delovala je kot cerkveno in družbeno srečevališče za veliko ljudi, ne samo tistih v mestu, v katerem je stala, temveč tudi občasno za celotno regijo.
- Stolnica je pogosto imela svoj izvor v samostanski ustanovi in je bila prostor bogoslužja pripadnikov svetega reda, ki so množično maševali v množici majhnih kapelic v stolnici.
- Stolnica je pogosto postala prostor bogoslužja in pokopa premožnih lokalnih pokroviteljev. Ti pokrovitelji so stolnico pogosto obdarili z denarjem za širitve in druge gradbene programe.
- Stolnice so tudi tradicionalno romarska mesta, kamor ljudje potujejo od daleč, da bi častili nekatere pomembne praznike ali obiskali svetišče, povezano z določenim svetnikom. Podaljšan vzhodni del se pogosto najde v stolnicah, kjer so za visokim oltarjem pokopani ostanki svetnika. [6]

- Stolnice
- Stolnica v Cajamarci, Peru
- Cerkev Kristusa Odrešenika, Moskva, Rusija
- stolnica svetega Štefana v Metzu, Francija

### Bazilika
Izraz bazilika za cerkev se lahko uporablja na dva načina. V arhitekturnem govoru pomeni stavbo, ki je podobna strukturam bazilike starega Rima, ki je bolj vzdolžni kot osrednji, ima glavno in dve stranski ladji, ločeni s kolonado in na eni strani apsido.
Bazilika je v cerkvenem smislu cerkev, ki jo je kot tako določil papež in je zato dobila določene privilegije. Stavba, ki je označena kot bazilika, je lahko stolnica, opatija, svetišče ali župnijska cerkev. Štiri tako imenovane 'velike bazilike' so štiri rimske cerkve iz 4. stoletja, bazilika sv. Petra, bazilika sv. Janeza v Lateranu, bazilika Santa Maria Maggiore in bazilika svetega Pavla zunaj obzidja. Na svetu je več kot 1500 cerkva, ki so označene kot 'manjše bazilike'. Razlog za takšno oznako je pogosto, da je cerkev romarsko mesto in vsebuje relikvije svetnika ali predmet verskega čaščenja, kot je domnevni fragment pravega križa. Te cerkve so pogosto velike in imajo velik arhitekturni pomen. Med njimi je bazilika sv. Frančiška Assiškega, cerkev Jezusovega rojstva, Betlehem, bazilika Marije Fatimske na Portugalskem, Sheshanska bazilika v Šanghaju, Manilska stolnica, bazilika gospe Gvadalupske v Ciudad de Mexico in ne nazadnje bazilika Marije Pomagaj, Brezje, Slovenija.
- Bazilike
- Bazilika svetega Frančiška Asiškega, Assisi, Italija
- Bazilika svetega Jozafata, Milwaukee, ZDA
- Bazilika svetega Gilesa, Bardejov, Slovaška

### Samostanska cerkev
Opatijska ali samostanska cerkev je tista, ki je bila ali je bila v preteklosti cerkev meniškega reda. Prav tako je samostanska cerkev, cerkev redovnikov. Med njimi so benediktinci, cistercijani, avguštinci, frančiškani, dominikanci, jezuiti in še veliko več. Mnoge cerkve ustanovljenih opatij so ali so bile prej v samostanskem kompleksu, ki je vključeval dormitorij, refektorij, križni hodnik]], knjižnico, kapiteljsko dvorano in druge takšne zgradbe.
V mnogih delih sveta so opatijske cerkve pogosto služile tako samostanski kot lokalni skupnosti. V regijah, kot so Anglija, kjer so bile samostanske skupnosti razpuščene, so opatijske cerkve, ki so bile v mestu, še naprej služile kot župnijske cerkve. Na številnih območjih Azije in Južne Amerike so opatije najstarejše cerkve, pri čemer so samostanske skupnosti delovale najprej kot misijoni za lokalno prebivalstvo. Znane cerkve v opatijah so Cerkev Santa Maria delle Grazie, Milano v Italiji, Westminstsrka opatija in Beverley Minster v Angliji, opatija Saint-Étienne, Caen in Stolnica sv. Dionizija, Saint-Denis v Franciji, benediktinski samostan Melk v Avstriji, samostan Velika Lavra na gori Atos v Grčiji in Malatska cerkev v Manili, Filipini.
- Samostani, opatije
- Romanska opatijska cerkev St. Etienne, Nevers, Francija
- Gotska samostanska cerkev Batalha, Portugalska
- Baročni Samostan Einsiedeln, Švica

## Izvor in razvoj cerkvene stavbe
Stavba cerkve je zrasla iz številnih značilnosti rimskega obdobja:
- hišna cerkev
- atrij
- bazilika
- bema
- mavzolej - centralno načrtovana stavba
- Križni tloris – latinski ali grški križ

### Od hišne cerkve do cerkve
Od 1. do začetka 4. stoletja je večina krščanskih skupnosti častila v zasebnih domovih, pogosto skrivaj. Nekatere rimske cerkve, kot je bazilika San Clemente v Rimu, so zgrajene neposredno nad hišami, kjer so častili zgodnji kristjani. Druge zgodnje rimske cerkve so zgrajene na krajih krščanskega mučeništva ali na vhodu v katakombe, kjer so pokopavali kristjane. Prve zelo velike krščanske cerkve so bile zgrajene v Rimu in izvirajo iz začetka 4. stoletja, ko je cesar Konstantin prvič legaliziral krščanstvo. Nekatere največje rimske cerkve, zlasti Santa Maria Maggiore in sveti Janez v Lateranu, so bile ustanovljene v 4. stoletju. Bolj znana bazilika sv. Petra, ki je stolnicna cerkev v Rimu, je bila cerkev svetega Peter tudi iz 4. stoletja, vendar se nič od nje ni ohranilo. 

### Atrij
Ko so zgodnjekrščanske skupnosti začele graditi cerkve, so črpale eno posebno značilnost hiš, ki so bile pred njimi, atrij ali dvorišče s kolonado, ki ga obkroža. Večina teh atrijev je izginila. Dober primer ostaja v baziliki San Clemente v Rimu, druga pa je bila zgrajena v romanskem obdobju, to je bazilika svetega Ambroža v Milanu. Potomce teh atrijev je mogoce videti v velikih kvadratnih križnih hodnikih, ki jih najdemo ob mnogih stolnicah, in v velikih kolonadah ali trgih kot pri baziliki sv. Petra v Rimu in sv. Marka v Benetkah ter Camposanto (sveto polje) pri stolnica v Pisi.
- Atrij bazilike San Clemente, Rim, s ponovno uporabljenimi rimskimi stebri
- Romanski atrij bazilike svetega Ambroža, Milano
- Del kolonad okoli trga bazilike svetega Petra, Rim

### Bazilika
Zgodnja cerkvena arhitektura ni dobila svoje oblike iz rimskih templjev, saj slednji niso imeli velikih notranjih prostorov, kjer bi se lahko izvajali obredi skupnosti. To je bila rimska bazilika, ki se je uporabljala za srečanja, trge in sodišča, in je bila vzor za veliko krščansko cerkev ter dala ime krščanski baziliki. Tako rimske bazilike kot rimske kopališke hiše so v svojem jedru imele veliko obokano stavbo z visoko streho, ki se je na obeh straneh opirala z nizom spodnjih prostorov ali širokim arkadnim prehodom. Pomembna značilnost rimske bazilike je bila, da je imela na obeh koncih izstopajočo eksedro ali apsido, polkrožen prostor, pokrit s polkupolo. Tu so sodniki (magistri) sedeli na sodišču. Prešla je v cerkveno arhitekturo rimskega sveta in je bila na različne načine prilagojena kot stolnična arhitektura.
Najstarejše velike cerkve, kot je stolnica svetega Janeza v Lateranu v Rimu, so sestavljale enodelne bazilike z enim apsidnim koncem in dvoriščem ali atrijem na drugem koncu. Ko so se razvile krščanske liturgije, so procesije postale del postopka. Procesijska vrata so bila tista, ki so vodila od najbolj oddaljenega konca stavbe, medtem ko so vrata, ki jih je javnost najbolj uporabljala, lahko osrednja na eni strani stavbe, kot v prvotni baziliki. To velja za mnoge stolnice in cerkve. 
- Antična bazilika svetega Apolinarija, Classe, blizu Ravene, Italija
- Notranjost bazilike svetega Apolinarija, Classe
- "Bema" bazilike svetega Pavla zunaj obzidja, Rim
- Ladja cerkve svete Sofije, Sofija

### Bema
Ker se je število duhovnikov povečalo, majhna apsida, ki je vsebovala oltar ali miza, na kateri so bili v obredu svetega obhajila ponujeni zakramentni kruh in vino, ni zadostovala za njihovo namestitev. Dvignjen oder, imenovan bema, je bil del številnih velikih bazilikalnih cerkva. V primeru bazilike sv. Petra in San Paolo fuori le Mura v Rimu se je ta bema razširila stran od glavne prostora srečevanj in oblikovala dva kraka, tako da je stavba dobila obliko T s projicirano apsido. Od tega začetka se je načrt cerkve razvil v tako imenovani latinski križ, ki je oblika večine zahodnih stolnic in velikih cerkva. Kraka križa se imenujeta transept. 

### Mavzolej
Eden od vplivov na cerkveno arhitekturo je bil mavzolej. Mavzolej plemenitega Rimljana je bil kvadratni ali krožni kupolasti objekt, v katerem je bil nameščen sarkofag. Konstantin Veliki je za svojo hčer Konstantino zgradil mavzolej, ki ima krožni osrednji prostor, obdan z nižjim ambulatorijem ali obhodom, ločenim s kolonado.
Tak grob je postal mesto bogoslužja, Santa Costanza je primer grobnice. To je ena od prvih cerkvenih zgradb, ki je bila centralno, ne pa vzdolžno načrtovana. Konstantin je bil odgovoren tudi za gradnjo okrogle cerkve Svetega groba v Jeruzalemu, ki je podobna mavzoleju, kar je vplivalo na tloris številnih stavb, vključno s tisto, ki je bila zgrajena v Rimu, kjer so bili shranjeni ostanki proto-mučenika svetega Štefana, Santo Stefano Rotondo in bazilika San Vitale v Ravenni.
Starodavne krožne ali poligonalne cerkve so razmeroma redke. Majhno število, kot je Tempeljska cerkev v Londonu, je bilo zgrajeno med križarskimi vojnami v imitaciji cerkve Svetega groba, kot osamljeni primeri v Angliji, Franciji in Španiji. Na Danskem so takšne cerkve v romanskem slogu bolj številne. V delih vzhodne Evrope obstajajo tudi okrogle stolpičaste cerkve romanske dobe, vendar so v glavnem ljudske arhitekture in majhnega obsega. Drugi, kot je Rotunda sv. Martina na Višegradu na Češkem, so natančno podrobne.
Krožna ali mnogokotna oblika se je uveljavila v tistih stavbah znotraj cerkvenih kompleksov, ki opravljajo funkcijo, v kateri je zaželeno, da ljudje stojijo ali sedijo okrog centralnega fokusa, namesto aksialnega. V Italiji je bila v srednjeveškem obdobju za krstilnice uporabljena krožna ali poligonalna oblika, medtem ko je bila v Angliji prilagojena za kapitelj. V Franciji je bil poligonalni tloris prilagojen kot vzhodni priključek, v Španiji pa se ista oblika pogosto uporablja kot kapela.
Razen Santa Costanze in San Stefana, je bil v Rimu še en pomemben bogoslužni prostor, ki je bil prav tako krožen, ogromen antični rimski Panteon, s številnimi nišami, ki so bile polne kipov. Tudi ta je podaril svoj slog razvoju stolnične arhitekture. 
- Okrogle cerkve
- Mavzolej svete Kostance v Rimu je zgradil Konstantin I. (okoli 350) kot grobnico svoje hčere. (See interior below.)
- Cerkev Bjernede je ena od več okroglih romanskih cerkev na Danskem.
- Tempeljsko cerkev v Londonu je navdihnila rotunda cerkve Svetega groba v Jeruzalemu

### Latinski in grški križ
Večina stolnic in velikih cerkev ima obliko križa. V cerkvah zahodnoevropske tradicije je načrt običajno vzdolžni, v obliki tako imenovanega latinskega križa z dolgo ladjo, ki jo prečka transept. Transept je lahko tako močno raztegnjen kot v York Minsteru ali pa ni širši od stranskih ladij kot v stolnici v Amiensu.
Mnoge od zgodnjih bizantinskih cerkva imajo vzdolžni tloris. V Hagiji Sofiji v Carigradu je osrednja kupola, ki je na eni osi zasidrana z dvema visokima polkupoloma, na drugi pa z nizkimi pravokotnimi kraki, celoten tloris pa je kvadraten. Ta velika cerkev je vplivala na izgradnjo številnih poznejših cerkev, tudi v 21. stoletju. Kvadratni tloris v katerem so ladje, predprostori in transepti enake dolžine, tvorijo grški križ. Križišče, ki ga je na splošno prevzela kupola, je postalo običajna oblika v pravoslavni cerkvi, saj je bilo na ta način zgrajeno veliko cerkva po vsej vzhodni Evropi in Rusiji. Cerkve v obliki grškega križa imajo pogosto narteks ali preddverje, ki se razteza čez sprednji del cerkve. Ta vrsta tlorisa je bila pozneje tudi v razvoju cerkvene arhitekture v zahodni Evropi, predvsem v tlrosu Bramanteja za baziliko sv. Petra. 

## Arhitektura

### Arhitekturne oblike, skupne mnogim stolnicam in velikim cerkvam
Opomba - Spodnji seznam je sestavljen po Banistru Fletcherju, angleškem arhitektu in zgodovinerju. Zaradi raznolikosti posameznih zgodovinskih stavb se vse značilnosti ne nanašajo na vsako zgradbo.

#### Osi
Kot je opisano zgoraj, je večina stolnic in velikih cerkva v obliki križa, in imajo določeno os. Os je na splošno v smeri vzhod / zahod z zunanjim poudarkom na zahodni fronti, običajno z glavnim vhodom in notranji poudarek na vzhodnem koncu, tako da se kongregacija sooča s smerjo Kristusovega prihoda. Ker gre za smer vzhajajočega sonca, se arhitekturne značilnosti vzhodnega konca pogosto osredotočajo na izboljšanje notranje razsvetljave s soncem. Ni pa vsaka cerkev ali stolnica usmerjena strogo vzhod / zahod, ampak kljub temu uporabljajo izraz vzhodni konec in zahodna fronta. Številne rimske cerkve, predvsem bazilika sv. Petra, so obrnjene v nasprotno smer.
- Bizantinska cerkev svetih Apostolov, Atene, prikazuje tloris grškega križa s centralno kupolo in osjo, ki je označena z narteksom (prečno preddverje).
- Stolnica v Pisi s "Poševnim stolpom" prikazuje obliko latinskega križa, s projicirano apsido, ospredjem in samostojno krstilnico na zahodu.
- Stolnica v Southwarku, London, kaže močno poudarjena transepta, dolg vzhodni konec in osrednji stolp, ki je splošno znan v Veliki Britaniji.

#### Ladja
Večina stolnic in velikih cerkva zahodnoevropske tradicije ima visoko široko ladjo z nižjima stranskima ladjama, ki sta na obeh straneh ločeni z arkadami. Občasno so stranske ladje visoke kot glavna ladja in tvorijo dvoransko cerkev. Mnoge stolnice imajo na obeh straneh dve stranski ladji. Notre Dame de Paris ima dve in vrsto kapelic.
V primeru centralno načrtovane cerkve je glavna os tista med glavnimi vrati in oltarjem.

#### Transept
Transsept tvori krake cerkvene stavbe. V angleških stolnicah imajo samostanske ustanove pogosto dva transepta. Križišče, kjer se srečata ladja in transept, se imenuje križišče in ga pogosto premaguje majhen zvonik, imenovan flèche (konica), kupola ali, zlasti v Angliji, velik stolp z zvonikom ali brez njega.

#### Navpični poudarek
Na splošno je vidna zunanja značilnost, ki se dviguje navzgor. Lahko je kupola, osrednji stolp, dva zahodna stolpa ali stolpi na obeh koncih kot v stolnici v Speyerju. Stolpi se lahko zaključijo s konicami ali zvoniki ali majhno kupolo.
- Tri starodavne stolnice, ki dominirajo nad mestom in so ohranile srednjeveško obliko
- Lincolnska stolnica, Anglija, ima dva zahodna stolpa in ogromen stolp na križiščem, ki je bil 200 let najvišji zvonik na svetu.
- Bamberška stolnica, Nemčija, ima stolp na vsakem vogalu, na vrhu z zvoniki, ki se dvigajo iz zatrepov in se imenujejo renške čelade.
- Firenška stolnica, Italija, ima prostostoječ campanile in največjo kupolo zgrajeno pred 19. stoletjem.

#### Fasade
Fasada "zahodna fronta" ali westwerk je najbolj okrašen del zunanjosti s procesijskimi vrati, pogosto tremi in pogosto bogato okrašena s kiparskim okrasom, marmorjem ali kamnitim krogovičjem. Fasada ima pogosto veliko okno, včasih okno rozeta ali osrednjo kiparsko skupino.
V zahodnoevropski tradiciji so fasade pogosto urejene s parom stolpov. Ti stolpi izvirajo iz tradicije, ki se je izvajala v cerkvi Svetega groba v Jeruzalemu. Med Velikim tednom bodo verniki hodili v procesiji po križevem potu, ki vodi do bazilike, ki je bila v zgodnjih krščanskih časih sestavljena iz kupolnega svetišča nad grobnico in "verande", ki ima stopnišče na obeh straneh, podprto z majhnim stolpom, kjer je vstopala in izstopala procesija. Ti stolpi so bili sprejeti simbolično, zlasti v romanski arhitekturi, kot kotni stolpiči. V normanski in gotski arhitekturi so zasijali kot veliki stolpi, ki so dosegli svojo veličastno višino v Kölnski stolnici, kjer stolpa nista bila dokončana do konca 19. stoletja.
- Barvna fasada Sienske stolnice, Italija, ima bizantinske, romanske in gotske elemente.
- Notre Dame de Paris gotsko zahodno fasado v kateri so horizontale in vertikale uravnotežene.
- Renesančna fasada svetega Andreja v dolini, Rim, je dvonadstropni tempelj s parnimi stebri.
- Španska baročna zahodna fasada romanske stolnice Santiago de Compostela
- Gotska zahodna fasada Kölnske stolnice ni bila končana do 19. stoletja.
- Neoruska fasada stolnice svetega Petra in Pavla z mnogimi šotorastimi strehami
- Neoklasicistična fasada stolnice v Vilni, Litva, s pedimentom in stebri.

#### Vzhodni konec
Vzhodni konec je del stavbe, ki kaže največjo raznolikost arhitekturnih oblik. Na vzhodnem koncu, znotraj, leži svetišče, kjer je glavni oltar stolnice.
- Zgodnjekrščanska in bizantinska - štrleča polkrožna apsida.
- Romanska - zaobljen konec. Morda je to nižja apsida, ki izhaja iz višjega kvadrata, običajno v Italiji, Nemčiji in vzhodni Evropi. V Franciji in Angliji se je prehod zaključil v visoki vzhodni del polkrožne oblike, obdan z ambulatorijem. Čeprav je v Franciji običajna, se je ta oblika v stolnici v Norwichu ohranila brez bistvenih sprememb.
- Francija, Španija, nemška in vzhodnoevropska gotika - vzhodni del je dolg in sega v visoko obokan apsidalni konec. Vzhodne stranske ladje se nadaljujejo okoli te apside in tvorijo korni obhod ali ambulatorij. Včasih obstaja ob njem skupina kapel imenovanih chevet.
- Angleška gotika - vzhodni konci kažejo veliko raznolikost. Canterburyjska stolnica ima apsidni konec z ambulatorijem in kapelami. Nobena angleška stolnica pred 19. stoletjem nima popolnoma razvite chevet. V nekaterih, zlasti v Londonski stolnici, vzhodni konec predstavlja kvadratno obliko, ki je podobna pečini, v večini pa to resnost pretrga Marijina kapela. Obstajajo tudi primeri nižje stranske ladje, ki se nadaljuje okoli kvadratnega vzhodnega konca.

- Štiri oblike vzhodnega konca
- Samostan San Salvatore, Italija, ima tri preproste apside
- Cerkev svetega Nikola, Kungur, Rusija, ima apsido in širok ambulatorij.
- Tourska stolnica, Francija, ima visoko apsido, ambulatorij s kapelami in zunanjimi oporniki
- Lincolnska stolnica, Anglija, ima klifom podobne fasade z oporniki običajne za angleške gotske cerkve

#### Zunanji okras
Zunanja dekoracija stolnice ali velike cerkvene zgradbe je pogosto arhitekturna in likovna. Dekorativni arhitekturni pripomočki so stebri, pilastri, arkade, venci, frizi in krogovičje. Oblike, ki jih uporabljajo te značilnosti, so ena od najjasnejših znakov sloga in obdobja vsake posamezne stavbe. Likovni elementi lahko vključujejo kiparstvo, slike in mozaik.
Kiparstvo je prevladujoč likovni dekorativni element v večini regij, kjer so stavbe iz kamna. V velikih srednjeveških cerkvah v Franciji, Španiji, Angliji in Nemčiji najdemo figurativno kiparstvo, ki krasi fasade in portale.
Cerkve iz opeke, kot na primer v Italiji, so pogosto okrašene z mozaiki, intarzijo, vgrajenimi marmornimi frizi in samostojnimi kipi na strehi. Mozaiki so bili posebna značilnost bizantinske arhitekture in so glavna oblika okraševanja mnogih pravoslavnih cerkva, tako zunaj kot notranje.
Najpogostejša tema v okrasju, tako zunanjem kot notranjem, katerekoli cerkve, je odrešenje človeštva po Jezusu Kristusu. Dekorativna shema pogosto deluje kot Sveto pismo preprostega človeka, ki opozarja obiskovalca cerkve, da je v biblijskem smislu pravica do nagrade za njegovo grešno naravo smrt in da se lahko samo skozi Jezusa pridobi odpuščanje in odrešenje. Shema se ponavadi začne zunaj cerkve, na zahodni fronti, s prikazom Kristusa sodnika nad preklado glavnih vrat. V romanskih in gotskih zgradbah je to ponavadi skulpturna skupina, ki lahko vključuje celotno sceno Poslednje sodbe s podrobnostmi o dušah, ki so jih tehtali in nagrajevali ali pa so jih demoni vlekli v pekel. V tistih cerkvah, v katerih prevladuje naslikana, ne pa kiparska dekoracija, je Poslednja sodba pogosto v notranjosti zahodnega konca in ne na zunanjosti. 
- Gotska fasada stolnice v Orvietu je obložena z večbarvnim marmorjem in je kot relikvijar postavljena s pisanimi mozaiki in samostojnimi kipi iz marmorja in brona.
- Gotski transept fasade Westminstrske opatije (13. in 19. stoletje) je okrašen s plastmi arhitekturnih detajlov, kot so krogovičje, arkade in figurativne rezbarije.
- Baročna fasade stolnice v Cadizu nasprotuje dinamičnim arhitekturnim oblikam z natančnimi klasičnimi detajli in skrbno postavitvijo samostojnih skulptur.
- Neoruska fasada cerkve Kristusovega vstajenja sestavljajo mozaiki, ki predstavljajo okrožja, ikone in biblijske zgodbe. Posebnost so kokošniki.

### Notranji elementi

#### Glavna in stranske ladje
Glavno del stavbe, ki predstavlja daljši krak križa, kjer se zbirajo verniki, se imenuje ladja. Izraz je iz latinske besede za ladjo. Stolnica je simbolično ladja, ki v neurjih življenja nosi Božje ljudstvo. Poleg tega je visoka lesena streha velike cerkve podobna konstrukciji ladijskega trupa. 
Ladja ima na obeh straneh stransko ladjo, ločeno od glavne z vrsto slopov ali stebrov. Stranske ladje olajšujejo gibanje ljudi, tudi ko je glavna ladja polna vernikov. Prav tako krepijo strukturo s podpiranjem notranjih sten, ki nosijo visoko streho, ki je v primeru številnih stolnic in drugih velikih cerkva iz kamna. Nad streho stranske ladje je svetlobno nadstropje z okni, ki osvetljujejo glavno ladjo.
V nekaterih velikih cerkvah, še posebej v pozno srednjeveških cerkvah, sta na obeh straneh glavne, lahko dve stranski ladji. Cerkve imajo lahko eno stransko ladjo in vrsto kapel na obeh straneh. V nekaterih cerkvah, zlasti v Nemčiji, so stranske ladje skoraj tako visoke kot glavna, kar tvori dvoransko cerkev. V tem primeru, ker ni svetlobnega nadstropja, so okna v stranskih ladji pogosto zelo visoka, da lahko osvetljujejo prostor.
- Tri oblike ladij
- ladja v stolnici v Orvietu, Italija, ima dve nadstropji: arkade in preprosto svetlobno nadstropje z okni ločenimi z zidcem.
- Srednjeveška Lincolnska stolnica, Anglija, ima tri etaže: arkade, galerijo in svetlobno nastropje, povezane z navpičnimi služniki.
- Baročna opatija Schöntal v Schöntalu, Nemčija, je dvoranska cerkev z glavno in stranskima ladjama enake višine.

#### Križni kvadrat in transept
Križni kvadrat je točka v veliki cerkvi, kjer se križajo ladje. Ta točka je navzven pogosto označena s stolpom ali kupolo, notranje pa s pomoli in loki, ki morajo nositi težo take konstrukcije. Notranjost kupole ali stolpa je lahko ena glavnih arhitekturnih značilnosti notranjosti cerkve. V centralno načrtovani cerkvi, kot je Hagija Sofija, ki je značilnost številnih pravoslavnih cerkev, je velik notranji prostor stavbe pokrit s kupolo.
Transept predstavlja simbol križa, pa tudi prostor za kongregacijo in dodatne kapele. Kapele v transeptu so pogosto posvečene določenemu svetniku ali določenemu vidiku v življenju in delu Kristusa, kot sta Rojstvo ali Vstajenje. V nekaterih angleških stolnicah je pogosto prisoten še drugi transept, ki vsebuje kapele, ki olajšajo vsakodnevno božjo službo za klerike. 
- Bizantinska Hagia Eirene, Carigrad, ima kupolo na pendentivih.
- Gotska stolnica v Rouenu ima stolp z lanterno z rebrastim obokom.
- Normanska stolnica Ely ima gotski oktagon podprt z lesenimi žebljanimi nosilci.
- Cerkev Marijinega oznanjenja, Dubrovici, ima izdelano rokoko različico ruske šotorske strehe.
- Panteon v Parizu, 18. stoletje, ima kupolo na rotundi.
- Notranji pogled na stolnico Matere Božje, Varna

#### Kor in prezbiterij
V cerkvi, v kateri se del cerkve razprostira onkraj transepta, je ta podaljšek arhitekturno poimenovan kor, za katerega je strožja opredelitev prezbiterij in svetišče z glavnim oltarjem, v širši definiciji prostora pa vključuje celoten vzhodni krak zunaj križišča. Ta arhitekturna oblika je običajna v normanski in gotski arhitekturi. Kor, kjer obstaja, običajno vsebuje korne klopi, svetišče in katedro (škofovski prestol). Arhitekturni kor je potrebno razlikovati od pevskega kora ali pevske galerije. V srednjem veku so bili vsi duhovniki ali fantje v pevskem koru, kor (strogo opredeljen) pa je bilo območje, ki ga je zasedala uradna duhovščina. V stolnicah so v koru sedeli kanoniki in drugi duhovniki, prav tako menihi v samostanskih cerkvah.
V angleških stolnicah z dvema transeptoma je še eno območje izven kora, ki se imenuje prezbiterij. Tukaj lahko duhovniki ali menihi izvajajo svoje zasebne pobožnosti. Pogosto obstajajo številne dodatne kapele, ki so proti vzhodnemu koncu stolnice ali opatijske cerkve. Glavna med njimi je Marijina kapela, ki je posvečena Devici Mariji.
- Normanski kor v stolnici v Peterboroughu, Anglija
- Opečna gotika stolnice svetega Petra in Pavla, Gliwice, Poljska
- Gotski kor stolnice v Amiensu, Francija
- Kor in papeški oltar bazilike svetega Petra, Rim

#### Oltar
Oltar v cerkvi je miza, na katero je duhovnik pred uporabo v obredu evharistijo položil sveti kruh in vino za posvetitev. Glavni oltar v cerkvi je v določenem prostoru, imenovanem »svetišče«. Številne cerkve imajo v cerkvi še dodatni oltar, prav tako pa tudi oltarje v kapelah. Oltar katoliške cerkve je lahko iz marmorja. V večini protestantskih in anglikanskih cerkva so oltarji iz lesa, simboli mize Zadnje večerje in ne žrtvenega oltarja.
Svetišče je pogosto ločeno od ostalega dela cerkve z ograjo in korno pregrado, pri pravoslavnih in bizantinskih katoliških cerkvah pa z ikonostasom, ki predstavlja popolno vizualno in fizično pregrado. Svetišče je ponavadi najbolj okrašen del cerkve, ki ustvarja vizualno usmeritev proti oltarju. To je mogoče storiti na več načinov. Lahko je izrezljana ali pobarvana oltarna slika, velik izrezljan zaslon, imenovan retabel ali struktura, imenovana ciborij, ki tvori krošnjo nad oltarjem. V angleških cerkvah, ki imajo kvadratni vzhodni konec, steno za oltarjem pogosto napolni zelo veliko vitražno okno.
- Neogotski retabel stolnice v Ely, Anglija
- Baročni oltar bazilike svetega Nikolaja, Bochnia, Poljska.
- Neobaročni ciborij v stolnici Nueva, Cuenca, Ekvador
- Tapiserija Grahama Sutherlanda v stolnici Coventry, Anglija
- Sodobni ikonostas v ukrajinski grško-katoliški cerkvi, Chicago, ZDA

#### Korne klopi in orgle
Izraz »kor« se uporablja na tri različne načine glede na stolnico. Poleg arhitekturne rabe se nanaša tudi na zbor »pevcev«, pogosto moških in fantov, ki pojejo med obredom. Izraz se uporablja tudi za ta del cerkve, kjer so korne klopi in kjer potekajo maše. V stolnici ali veliki cerkvi so na tem območju lahko nameščeni sedeži, imenovani 'korne klopi', ki zagotavljajo sedeže za stolnično duhovščino in nekatere kongregacije. Korne klopi so pogosto bogato izrezljane in okrašene. Škofov prestol ali cathedra je pogosto v tem prostoru. Kor je lahko ločen od ladje z visoko okrašeno korno pregrado iz lesa ali kamna. Orgle, ki zagotavljajo glasbo in spremljajo pevski zbor, so lahko na korni pregradi ali pa na galeriji nad korom ali v transeptu. Nekatere cerkve imajo orgle na zahodnem koncu cerkve.
- Orgle v stolnici Almudena, Madrid, Španija
- Korne klopi, korna pregrada in bralni pult v stolnici v Albiju, Francija
- Zbor v koru v stolnici Norwich, Anglija

#### Krstilnik, bralni pult in prižnica
Proti zahodnemu koncu ladje stoji krstilnik ali vodni bazenček, na katerem se izvaja obred krsta. Postavljen je proti vratom, ker krst pomeni vstop v skupnost cerkve. Na sprednji strani ladje stoji bralni pult, iz katerega se bere Sveto pismo. V številnih cerkvah ima obliko orla, ki podpira knjigo na raztegnjenih krilih in je simbol Janeza Evangelista.
Tretja pomembna oprema ladje je prižnica ali govornica, iz katere se pridigajo pridige in razlaga Sveto pismo. Prižnica je lahko iz marmorja ali lesa in je lahko preprosta zgradba ali predstavlja izredno izpopolnjeno klesano strukturo. Pogosto jo krasijo krilate figure človeka, lev, bik in orel, ki predstavljajo evangeliste Matej, Marko, Luka in Janez. 
- Krstilnik v stolnici v Salamanci, Španija
- Bralni pult v Beverley Minster, Anglija
- Ambon za branje evangelija v Sant'Apollinare Nuovo, Ravena
- Prižnica v cerkvi svetega Lovrenca, Lokeren, Belgija
- Prižnica v Sarajevski stolnici, Bosnia in Hercegovina

#### Okras
Notranje dekorativne značilnosti stolnice ali velike cerkve lahko sledi skrbno zasnovani shemi, ki bi lahko nadaljevala temo, ki se je začela na zahodni fronti. Obstajajo številni primeri, ki pričajo o tem in vključujejo mozaične oboke pravoslavnih cerkva, vitraže srednjeveških cerkva in kiparske sheme baročnih cerkva. V mnogih drugih primerih je bila taka enotna shema izgubljena v zgodovini stavbe.
Kljub izgubam in spremembam smeri je cilj oblikovanja notranjosti cerkve prenašanje sporočila Evangelija. V ta namen imajo mnoge cerkve v svojih dekorativnih shemah elemente Biblije preprostega človeka, ki ilustrirajo Kristusovo življenje in druge s tem povezane pripovedi, z namenom izobraževanja gledalca. Med temi predstavitvami so postaje križevega pota in Križanje, ki je tradicionalno viselo iz oboka ali pa je bilo postavljeno na korni pregradi na vhodu v prezbiterij. Druge figurativne predstavitve so skulpture ali slike svetnikov in prerokov, ki so predmet panelov na ikonostasu pravoslavnih cerkva.
Simbolike, ki se uporablja v starih cerkvah, modernim ljudem ni vedno lahko brati. Vrline in pregrehe lahko predstavljajo majhne figure s posebnimi lastnostmi ali živali, za katere se domneva, da vsebujejo posebno kakovost. Običajen primer je pelikan, za katerega so mislili, da kljuva svoje prsi, da bi nahranil svoje mladiče po krvi in tako predstavlja Kristusovo ljubezen za Cerkev.
Dekorativna shema je navadno dosegla vrhunec pri oltarju, kjer bi bila poslikana oltarna tabla ali retabel ali pa bi jo uokvirjal vitraž ali mozaik v apsidi.
- Notranjost cerkve Boyana, Sofija
- Notranjost stolnice svete Sofije, Vologda, Rusija, je poslikana z murali.
- Stolnica Monreale, Sicilija, je okrašena z mozaiki v bizantinskem slogu.

## Arhitekturni slogi

### Zgodnjekrščanski slog
Obdobje arhitekture, imenovanega zgodnja ali paleokrščanska, je trajalo od prvih krščanskih cerkvenih zgradb v začetku 4. stoletja do razvoja izrazito bizantinskega sloga, ki se je pojavil v času vladanja Justinijana I. v 6. stoletju, in ne z odstranitvijo sedeža rimskega imperija v Bizanc, ki ga je izvedel Konstantin Veliki leta 330. Nekatere najstarejše krščanske cerkve so bile zgrajene v Armeniji, kjer je krščanstvo postalo uradna religija leta 301. Majhna bazilika svetega Križa pri Aparanu je tradicionalno datirana v 4. stoletje.
Velike zgodnjekrščanske cerkve so v splošnem imele obliko ladijskih bazilik z apsido. Bazilika Santa Maria Maggiore je med zgodnjimi večjimi cerkvami v Rimu ohranila velik del svoje prvotne notranje ureditve, njene obsežne bazilikalne razsežnosti, preprost apsidalni konec, veliko kolonado, ki podpira raven venec, ne pa loke in zelo zgodnje mozaične dekoracije. Santa Sabina, tudi v Rimu, ponazarja preprostost arhitekturne dekoracije, ki je značilna za mnoge zgodnjekrščanske bazilike. Druge pomembne cerkve tega obdobja sta dve starodavni krožni cerkvi v Rimu, bazilika Santa Costanza in San Stefano Rotondo. Te cerkve so zaznamovale njihova formalna uporaba rimskih arhitekturnih stebrnih redov, pri čemer so jonski kapiteli podpirajo nadstropje v Santa Maria Maggiore, korintski v Santa Sabini in Santa Costanzi ter vsi trije redi v San Stefanu. V Santa Costanzi so debele opečne stene osrednjega tamburja podprte s tankimi, elegantnimi stebri, ki so združeni, da bi zagotovili dodatno moč, vsak par pa podpira majhen del venca, iz katerega izvirajo loki. 
Številne rimske cerkve so ohranile zgodnjekrščanske mozaike. Tisti v Santa Costanzi so podobni mozaikom in naslikanim okraskom, ki jih najdemo v javnih in domačih prostorih in so v veliki meri geometrijski ali cvetlični, vendar natančna preiskava razkriva veliko krščansko simboliko pri izbiri motivov. Ena najobsežnejših dekorativnih shem od obdobja, ki je vsaj delno ostala nedotaknjena, je tista v Santa Maria Maggiore, kjer je proskenij apside okrašen z zgodbami o Jezusovem otroštvu, vzetem iz Matejevega evangelija.
Kjer so ostale cerkve na zgodnjekrščanskih temeljih, so večinoma precej spremenjene, so v slabem stanju in niso več sposobne preživeti ali pa so ruševine brez strehe, stanje, ki je pred prenovo v 15. stoletju skoraj prehitelo San Stefano.  Bazilika Jezusovega rojstva v Betlehemu iz 4. stoletja je Justinijan I. obnovil po požaru v 6. stoletju, vendar se zdi, da je ohranil veliko prvotne oblike, vključno z velikimi rimskimi kolonadami. Konstantinova bazilika Božjega groba pa je bila po nalogu fatimidskega kalifa Al-Hakima leta 1009 porušena, tako da je danes to popolna rekonstrukcija.
Evfrazijeva bazilika v Poreču, Hrvaška, je bila ustanovljena leta 360 na mestu hišne cerkve in je zadržala del rimskega tlaka. Čeprav je bila cerkev obnovljena in okrašena v poznem 6. stoletju, je ohranila zgodnjekrščanske značilnosti, vključno z atrijem. Več zgodnjekrščanskih cerkva obstaja v Siriji in Armeniji, večinoma v porušenem stanju. Prikazujejo rimske, ne bizantinske arhitekturne značilnosti, vendar imajo regionalni značaj, ki se razlikuje od tistih v Rimu. 
- Zgodnjekrščanske cerkve v Rimu
- Rotunda svetega Jurija, Sofija; nekaj ostankov Serdice je v ospredju (zgodnje 4. stoletje)
- Antična bazilika Santa Sabina, Rim (okoli 425) ima značilen bazilikalen tloris z visoko polokroglo apsido.
- Notranjost Santa Sabine se zdi malo spremenjena od zgodnjih krščanskih časov.
- Santo Stefano Rotondo, Rim (okoli 470) je izgubila zunanji del svojih treh arkad, vendar je ohranila staro jedro strukture.

- Notranjost zgodnjekrščanske cerkve
- Bazilika Marije Snežne, Rim. Njen temelj je iz tradicije čudežnega sneženja leta 352. Starodavni mozaiki so vključeni v baročne dekoracije.
- Mavzolej svete Kostance, Rim (okoli 350)
- Notranjost cerkve svetega Jurija, Sofija
- Zgodnjekrščanski mozaik v apsidi Santa Pudenziana v Rimu je ohranjen kljub kasnejšim prenovam.

### Bizantinski slog
Ravena, na vzhodni obali Italije, je dom številnih velikih cerkva bazilik iz obdobja cesarja Justinijana (6. stoletje). San Apollinare Nuovo je v tlorisu podobna Santa Maria Maggiore, vendar podrobnosti rezbarije niso več v klasičnem rimskem slogu. Kapiteli so kot debele čipkaste blazine. Mnogi mozaiki so nedotaknjeni.
V istem mestu stoji edinstveno strukturirana, centralno načrtovana in kupolasta cerkev bazilika San Vitale iz istega obdobja. Njen glavni notranji prostor ima premer 25 m. Osrednja kupola je obdana z osmimi apsidnimi polkupolami, kot cvetni listi. Obstaja kompleksna ureditev ukrivljenih arkad na več ravneh, ki daje prostorski učinek, ki ga ima le baročna cerkev Santa Maria della Salute, zgrajena tisoč let pozneje nekaj kilometrov severno v Benetkah. San Vitale naj bi v 9. stoletju posnemal Karel Veliki v Aachnu v Nemčiji.
V Benetkah stoji stolnica Svetega Marka, ena izmed najbolj svetovno znanih bizantinskih cerkva, ki izhaja iz 11. stoletja in so jo urejali več stoletij, vendar je ohranila centralno načrtovano bizantinsko obliko. Imenuje se bazilika sv. Marka ne zato, ker je bazilikalne oblike, temveč zato, ker ji je bil ta naziv podeljen. Ima obliko grškega križa, veliko kupolo pa obkrožajo štiri manjše. Dekoracija tako znotraj kot zunaj, je značilna za bizantinsko obdobje v razkošni uporabi mozaikov in večbarvnih marmornih furnirjev. 
- Bizantinske stavbe šestih stoletij
- Hagija Sofija, Carigrad
- Bazilika San Vitale, Ravena
- Sprednja fasada cerkve svete Sofije, Sofija
- Stolnica svetega Marka, Benetke

- Hagija Sofija, čeprav se uporablja kot mošeja in zdaj muzej, ohranja nekaj starih mozaikov.
- Apsida bazilike San Vitale prikazuje mozaike iz 6. stoletja
- Samostanska cerkev Hosios Loukas, Grčija
- Sijajni modri in zlati mozaiki v stolnici svetega Marka, Benetke

### Romanski slog
Po propadu Rimskega omperija je gradnja velikih cerkva v zahodni Evropi postopoma pridobivala zagon s širjenjem organiziranega meniškega življenja pod vladavino svetega Benedikta in drugih. Velik samostan v Clunyju, katerega delček še vedno obstaja, je bil zgrajen v poenostavljenem rimskem slogu, z debelimi stebri, debelimi zidovi, majhnimi okenskimi odprtinami in polkrožnimi loki. Slog se je razširil z menihi po vsej Evropi. Oživljena je bila tehnika gradnje visokih obokov v zidovju. Razvila se je obdelava dekoracije, ki je vsebovala elemente iz lokalnih predkrščanskih tradicij in vključevala cik-cak, spirale in krute živalske glave. Značilne stenske dekoracije so bile naslikane stenske freske. Romanska gradbena tehnika se je razširila v Anglijo približno v času Normanskega osvajanja.
Predstavnik tega obdobja sta  Opatija Saint-Étienne v Caenu v Franciji, stolnica v Wormsu v Nemčiji, stolnica v Pisi z znamenitim poševnim zvonikom, stolnica v Cefalùju, Stolnica v Modeni in Stolnica v Parmi v Italiji, stolnica v Durhamu in Peterboroughška stolnica v Angliji. 
- Samostan Saint-Georges de Boscherville, Francija, ima kvadratni stolp nad križiščem. Zahodni konici sta v gotskem slogu.
- Stolnica v Speyerju, Nemčija, iz vzhoda, prikazuje apsido, ki se projicira iz prezbiterija, ki ga obkrožata stolpa z osmerokotno kupolo nad križiščem.
- Stolnica v Pisi, Italija, ima prostostoječ campanile in predstavlja harmonijo barv in arkad.
- Stolnica v Hildesheimu, Nemčija, ima romanski westwerk. Stranske kapele so bile dodane v gotskem obdobju.

- Romanska notranjost
- San Miniato al Monte, Firence, ima bazilikalno obliko, odprto leseno streho in dekoracijo iz barvnega marmorja in mozaika.
- Cerkev sv. Filiberta, Tournus, ima visoke krožne slope in je pokrita s prečnimi loki, ki podpirajo vrsto banjastih obokov.
- Opatija Vézelay ima grozde navpičnih služnikov, ki se dvigajo, da podpirajo prečne loke in obok. Vzhodni konec je gotski.
- Ladja Peterborouške stolnice je trinadstropna, podpira redek lesen strop, ki ohranjajo svojo prvotno dekoracijo.
- Cerkev sv. Mihaela, Hildesheim, notranjost prikazuje izmenjavo med posameznimi slopi in dvojnimi stebri.

### Gotika
Do sredine 12. stoletja so bile zgrajene številne velike stolnice in opatijske cerkve, inženirske spretnosti, potrebne za izgradnjo visokih lokov, kamnitih obokov, visokih stolpov in podobno, so bile dobro uveljavljene. Slog, ki se je razvil je bil manj masiven, imel je večja okna, lažje oboke, podprte s kamnitimi rebri, predvsem pa koničastim lokom, ki je značilna posebnost sloga, zdaj znanega kot gotika. S tanjšimi stenami, večjimi okni in visoko obokanimi stropi so se razvili značilni zunanji oporniki kot sredstvo za podporo. Ogromna okna so bila okrašena s kamnitimi krogovičji in napolnjena z vitraji, ki so prikazovali zgodbe iz Svetega pisma in življenja svetnikov.
Stavbe, ki so reprezentativne za to obdobje, so stolnica Notre-Dame v Parizu, stolnica blažene Device Marije, Chartres, Reimska stolnica, stolnica v Rouenu, stolnica Notre-Dame v Strasbourgu, vse v Franciji, stolnica v Antwerpnu v Belgiji, stolnica sv. Petra, Köln v Nemčiji, stolnica sv. Štefana, Dunaj, Firenška stolnica, Sienska stolnica, Milanska stolnica in San Lorenzo Maggiore, Neapelj v Italiji, stolnica v Burgosu, stolnica v Toledu in stolnica v Leonu v Španiji, stolnica v Guardi na Portugalskem, stolnica v Salisburyju, Canterburyjska stolnica in stolnica v Lincolnu v Angliji. 
- Tri najbolj znane gotske stolnice
- Notre Dame, Pariz
- Canterburyjska stolnica, Anglija
- Milanska stolnica, Italija

- Stolnica svetega Štefana, Bourges, Francija
- Stolnica v Salisburyju, Anglija
- San Lorenzo Maggiore, Neapelj

### Renesansa
V začetku 15. stoletja je v Firencah potekalo tekmovanje za načrtovanje strehe nad osrednjim križiščem velike, nedokončane gotske stolnice. Zmagal je umetnik Brunelleschi, ki ga je navdihnila kupola, ki jo je videl na svojih potovanjih, kot na primer San Vitale v Raveni in ogromna kupola rimskega obdobja, ki je pokrivala Panteon, in zasnoval ogromno kupolo, ki velja za prvo stavbo renesančnega obdobja. Po slogu je vizualno rebrasta, koničasta in čisto gotska. To je bila renesansa (preporod) v svoji drznosti in dejstvu, da je gledala nazaj na rimske strukturne tehnike. Brunelleschi in drugi njemu podobni, so razvili strast za zelo prefinjen slog rimske arhitekture, v katerem so oblike in okraski sledili pravilom postavitve in deležev, ki so bili že dolgo zapostavljeni. Prizadevali so si za ponovno odkrivanje in uporabo teh pravil. To je bil čas arhitekturne teorije in eksperimentiranja. Brunelleschi je v Firencah zgradil dve veliki cerkvi, ki sta pokazali, kako bi lahko uporabili nov slog, San Lorenzo in Santo Spirito. Gre za eseje v klasičnem, z vrstami valjastih stebrov, korintskih kapitelov, ogredij, polkrožnimi loki in apsidalnimi kapelami. 
Največja stolnična zgradba tega obdobja je bila obnova bazilike sv. Petra v Rimu, delo arhitektov Bramanteja, Rafaela, Sangalla, Maderna in premagana z veličastno Michelangelovo kupolo, višjo, vendar samo en čevelj ožjo od tiste, ki jo je zgradil Brunelleschi 100 let prej v Firencah. Kupola je tako zunanji kot notranji fokus. Prezbiterij in transeptna kraka sta identične oblike in tako opozarjata na tloris grškega križa bizantinskih cerkva. Ladja je bila pravzaprav dodatek.
Papež Julij II. je pripeljal največje umetnike svojega časa kot oblikovalce. (Vloga arhitekta še ni postala ločena od slikarja, kiparja ali graditelja.) Produkt teh mnogih umov je ogromna, veličastna in enotna celota. 
- Renesančne cerkve v Italiji
- Barilika di Sant'Andrea di Mantova
- Bazilika sv. Petra z Madernovo fasado in Michelangelovo kupolo.
- Bazilika San Giorgio, Benetke

- Bazilika San Lorenzo, Firence
- Bazilika di Sant'Andrea di Mantova
- Bazilika sv. Petra, Rim
- San Giorgio Maggiore, Benetke

### Barok
V času dokončanja sv. Petra so arhitekti razvili slog arhitekture, ki je poznal vsa pravila, ki so bila tako skrbno obnovljena in se odločili, da jih razbijejo. Učinek je bil dinamičen arhitekturni slog, v katerem se zdi, da oblike prevzamejo lastno življenje, se gibljejo, zibljejo in valovijo. Ime baročno pomeni 'izmaličen biser'.
Obstaja veliko velikih cerkva, opatij in bazilik, zgrajenih v tem slogu, vendar le nekaj stolnic v zahodni Evropi, najbolj opazna izjema je stolnica sv. Pavla v Londonu. To je nenavadna stolnica, ki jo je zasnoval in končal v kratkem času arhitekt sir Christopher Wren. Zgradba je zamenjala starodavno stolnico, ki je zgorela v Velikem požaru leta 1666. Je v baročnem slogu, vendar je zelo nadzorovan angleški barok, v katerem Wren ustvarja presenetljive in dramatične prostorske učinke, zlasti pri uporabi kupole ki, tako kot Brunelleschijeva kupola v Firencah, obsega ne samo glavno, temveč tudi stranske ladje, ki odpirajo celotno središče cerkve v obsežen svetlobni prostor. 
V Rusiji je bil pretežno baročni slog prekrit z arhitekturnimi značilnostmi v bistvu bizantinskih oblik, ki so se uporabljale za gradnjo cerkev. V tem slogu so bile zgrajene številne cerkve, predvsem cerkev Marijinega vnebovzetja, Smolensk in cerkev v Solvičegodsku. V oblikovanju mnogih cerkva je bizantinska ureditev šotorske strehe ali čebulaste kupole nadomeščena z večjo kupolo, običajno na visokem, pogosto poligonalnem, tamburju.
Številne evropske stolnice imajo baročne značilnosti, visoke oltarje, fasade in kapele. Fasade v Santiago de Compostela, Jaénska stolnica in stolnice v Valladolidu v Španiji so bile v tem času obnovljene. Baročni slog so odnesli Španci in Portugalci v Južno in Srednjo Ameriko, na Filipine in Goo v Indijo, kjer naj bi postal pomemben slog gradnje velikih in majhnih cerkev. Tako v Ameriki kot na Filipinih imajo velike baročne cerkve pogosto proporcionalno široko fasado, ki se zdi raztegnjena med stolpe. Intenzivno okrašena dekoracija v Španiji in Ameriki se imenuje churriguerizem.
- Barok v Evropi
- Stolnica sv. Pavla, London, (1670–1710) uporablja motiv parnih stolpov za ustvarjanje dinamičnega prepletanja prostorov
- Stolnica sv. Pavla, Mdina (1696–1705)
- Karlskirche, Dunaj, (1716–37)
- Stolnica sv. Štefana, Passau (1668-1693)

- Baročna notranjost
- Santa Maria della Salute, Benetke (1631)
- San Carlo alle Quattro Fontane, Rim (1634–47)
- Stolnica sv. Pavla, London
- Prezbiterij bazilike Naše gospe Mercy, Barcelona.
- Prezbiterij stolnice v Evori, Portugalska, (1718–1746)

- Vzhodna ortodoksna baročna cerkev
- Cerkev Smolni v Sankt Peterburgu, elizabetinski baročni slog
- Cerkev sv. Petra in Pavla, Kazan, primer moskovskega baroka
- Notranjost Sanktpetersburške cerkve Petra in Pavla, petrovski barok
- Cerkev sv. Klemena, Moskva, moskovski barok
- Cerkev matere Božje, Tjumen, sibirski barok

### Rokoko
Slog rokokoja je pozna evolucija baročne arhitekture, ki je bil prvič viden v francoski domači arhitekturi in oblikovanju. Odlikuje ga asimetrija, ki jo najdemo v dekoraciji, običajno v obliki okrašenih skulpturiranih kartuš ali meja. Ti okraski so ohlapno zasnovani na organskih predmetih, zlasti na školjkah in rastlinah, pa tudi na drugih naravnih oblikah, ki imajo očitno 'organiziran kaos', kot so valovi oblakov. Tako okrašene cerkve imajo lahko močno baročno arhitekturno obliko, vendar imajo splošno lahkotnost in nežnost videza, ki se včasih opisuje kot 'igrivost'. Takšne so številne romarske cerkve na Bavarskem v Nemčiji, predvsem bazilika štirinajstih svetnikov (Vierzehnheiligen) blizu Bamberga, ki jo je oblikoval Balthasar Neumann, mojster in verjetno začetnik sloga. To združuje razmeroma stabilno zunanjost z dinamičnim notranjim načrtom in čudovito orkestrirano dekorativno shemo poslikanega stropa in figurativne skulpture, vse v raznoliki paleti pozlačene rokoko kartuše. Fasada ima valovito površino in se dviguje z naraščajočo okrašenostjo do domišljijskih kupol, ki so zaščitni znak bavarskih cerkva in velikega dela srednje in vzhodne Evrope.
Najznačilnejši primer rokokojske cerkvene zgradbe je Dresdenska Frauenkirche, ki je bila pred kratkim obnovljena po skoraj popolnem uničenju v drugi svetovni vojni. Celotna konstrukcija predstavlja dinamično, naraščajoče gibanje, ki se združuje s poslastico arhitekturnih detajlov, značilnih za rokoko slog. V tej cerkvi prevladuje zvonasta kupola, ki posnema obliko tistih, ki jih najdemo na neštetih cerkvenih stolpih v tej regiji, vendar tukaj ni ustvarjena v lesu, oblepljenem s kovino, temveč kot mogočna zidana kupola.
- Rokoko cerkve
- Bazilika Vierzehnheiligen, Nemčija
- Obnovljena Frauenkirche, Dresden, Nemčija
- Samostan Sankt Gallen, St. Gallen, Švica

- Oltar sedem svetih pomočnikov, Vierzehnheiligen, Nemčija
- Samostanska cerkev v Birnau, med poroko
- Pilastri, venci in oboki cerkve sv. Ane, Krakov, Poljska

- Mednarodni barok in rokoko
- Stolnica v Havani, Kuba, (1748–77)
- Cerkev San Juan, Manila, Filipini (1774)
- Samostan San Francisco, Lima, Peru (1774)
- Cerkev sv. Fračiška Asiškega v Ouro Preto, Brazilija (1766)

### Neo slogi
18. in 19. stoletje so bili časi širitve in kolonizacije s strani zahodnih Evropejcev. To je bil tudi čas velikega krščanskega preporoda in v Angliji je prišlo do velike rasti v rimskokatoliški cerkvi. Veliko je bilo tudi industrializacije in rasti mest. Potrebne so bile nove cerkve in stolnice. Srednjeveški slogi, zlasti gotski, so veljali za najprimernejše za gradnjo novih stolnic, tako v Evropi kot v kolonijah.
Stolnice v neogotskem slogu vključujejo anglikansko stolnico v Liverpoolu v Angliji, Novo stolnico v Linzu v Avstriji, stolnico svetega Janeza v New Yorku in stolnico svetega Patrika v Melbournu v Avstraliji.
Vse stolnice, ki so v neo slogu, niso gotske. Westminstrska stolnica, sedež rimokatoliškega nadškofa v Westminstru, je eklektična oblika pretežno bizantinskega sloga s polikromiranimi stenami, kupolami in zelo visokim italijanskim zvonikom. Marija, kraljica svetovne stolnice v Kanadi, je neorenesančna zgradba, ki temelji na svetem Petru v Rimu. 
- 19. in 20. stoletje neoklasicistični slog
- Stolnica Kronstadt Naval, Saint Petersburg, Rusija, (1903—1913)neobizantinski slog
- Stolnica sv. Mihaela, Qingdao, Kitajska, (1931–34) v nemškem romanskem slogu
- Stolnica sv. Patrika, Melbourne, Avstralija, (1858–97) v neogotskem slogu
- Stolnica Svetega srca, Delhi, Indija, (1929–30s) v angleškem baročnem slogu

- Notranjost stolnice Alexandra Nevskega, Sofija v neobizantinskem slogu
- Cerkev sv. Pankraca, Anholt, Nemčija, romanski slog
- Truro stolnica, Anglija, v zgodnjeangleškem gotskem slogu
- Stolnica sv. Andreja, Sydney, Avstralija, v perpendikular gotskem slogu
- Notre-Dame de Québec, mesto Quebec, Kanada, v italijanskem baročnem slogu

### Moderni slog
20. stoletju se je gradnja v srednjeveškem slogu nadaljevala, vendar v razgaljeni, čisto funkcionalni obliki, pogosto v opeki. Dober primer je stolnica Guildford v Angliji. Druga je anglikanska stolnica Armidale v Avstraliji.
Po drugi svetovni vojni so tradicionalne ideje opustili zaradi obnove bombardiranih stolnic v Coventryju. Stara stolnica je bila pravzaprav velika župnijska cerkev, ki je bila dvignjena v status stolnice. Njena veličasten stolp je na srečo ušel hudi škodi. Nova stolnica v Coventryju, iz izmeničnih plošč zidov in vitrajev, poskuša simbolično zajeti smisel stare stolnične cerkve, ne da bi jo poskušala reproducirati. Liverpoolska metropolitanska stolnica je odgovor 20. stoletja na centralno načrtovano cerkev, veliko krožno strukturo s svetiščem v središču. 
- 20. stoletje - modernizem
- Basílica Catedral Nuestra Señora de la Altagracia, Dominikanska republika
- Liverpoolska metropolitanska stolnica, avtor sir Frederick Gibberd, 1967
- Stolnica sv. Marije, Tokio, Japonska
- Stolnica v Brasíliji, Brazil

- Notranjost Chillánske stolnice, Čile.
- Notranjost stolnice v Brasíliji, Brazilija
- Notranjost stolnice Kristusa luč, Oakland, Kalifornija
- Notranjost Kristusove stolnice v Garden Grove, Kalifornija

### Post modernizem
Kot pri drugih postmodernih gibanjih se je postmoderno gibanje v arhitekturi oblikovalo kot odziv na ideale modernizma kot odziv na zaznano nežnost, sovražnost in utopizem modernega gibanja. Čeprav je v arhitekturi cerkve redek, pa so kljub temu nekateri pomembni primeri, ko so arhitekti začeli obnavljati in rekonstruirati zgodovinske sloge in 'kulturni spomin' krščanske arhitekture. Med znane strokovnjake spadajo dr. Steven Schloeder, Duncan Stroik in Thomas Gordon Smith.
Funkcionalne in formalizirane oblike in prostore modernističnega gibanja nadomešča nepopravljivo raznolika estetika: slogi trčijo, oblika je sprejeta zaradi nje same in novi načini gledanja znanih slogov in prostora so v obilju. Mogoče je najbolj očitno, da so arhitekti ponovno odkrili izrazno in simbolno vrednost arhitekturnih elementov in oblik, ki so se razvili skozi stoletja gradnje - ki pogosto ohranjajo pomen v literaturi, poeziji in umetnosti -, ki pa jih je sodobno gibanje opustilo.
- Postmoderne cerkve
- Stolnica sv. Save, Beograd, Srbija; po vzoru starodavne bizantinske cerkve Hagije Sofije
- Notranjost bazilike Naše gospe Licheń izhaja iz klasičnih oblik zahodnoevropske cerkvene arhitekture.

### Bizantinske cerkve
- St Mark's Basilica

### Romanske stolnice
- Speyer Cathedral
- Pisa Cathedral and Leaning Tower of Pisa
- Hildesheim Cathedral
- Durham Cathedral
- Romanesque Cathedrals of Puglia (Southern Italy) Arhivirano 2007-04-27 na Wayback Machine.

### Zgodnjegotske stolnice od poznega 12. do srede 13. stoletja
- Canterbury Cathedral
- Notre Dame de Paris
- Westminster Abbey
- Chartres Cathedral
- Lincoln Cathedral
- St. Patrick's Cathedral, Dublin

### Gotske stolnice od srede 13. do 16. stoletja
- Florence Cathedral
- St. Michael and Gudula Cathedral, Brussels
- St. Stephen's Cathedral, Vienna
- Cologne Cathedral
- St. Giles' Cathedral Edinburgh
- Toledo Cathedral
- Amiens Cathedral
- Worcester Cathedral Arhivirano 2016-02-22 na Wayback Machine.

### Renessansa
- St. Peter's Basilica, Rome

### Barok
- St Paul's Cathedral, London

### 19. stoletje
- Westminster Cathedral
- Cathedral of Saint John the Divine, New York

### 20. stoletje
- Guildford Cathedral
- Liverpool Metropolitan Cathedral
- Washington National Cathedral
- Cathedral of Brasília

### Drugo
- Typical floorplan of British cathedrals